# Volevčice (Ústí nad Labem)
Volevčice é uma comuna checa localizada na região de Ústí nad Labem, distrito de Most.